# Elsa De Giorgi
Elsa de Giorgi (Pesaro, 26 de enero de 1914 - Roma, 12 de septiembre de 1997) fue una escritora, directora y actriz teatral y cinematográfica italiana.

## Biografía
Nacida en Pesaro, Italia, en el seno de una familia de la antigua aristocracia provincial, los Giorgi Alberti, nobles de Bevagna y Camerino y patricios de Spoleto, Elsa fue descubierta gracias a un concurso en el que participó antes de cumplir los dieciocho años de edad, y gracias al cual Mario Camerini le ofreció un papel en T'amerò sempre (1933).
En los años 1930 trabajó en numerosos filmes de época, pero su antifascismo (notable la descripción en su libro I coetanei del altercado con Pavolini) hizo que no le gustara actuar para la cinematográfia del régimen, motivo por el que se centró en el teatro.
Casada con el conde Sandrino Contini Bonacossi, en la segunda mitad de los años 1950 tuvo una relación con el escritor Italo Calvino, descrita en el libro Ho visto partire il tuo treno (1992). En 1955 publicó I coetanei, un diario con muchas referencias a la lucha partisana (con un homenaje a la valentía de su marido) y al neorrealismo.
En 1975 De Giorgi interpretó a la señora Maggi, una de las narradoras de Saló o los 120 días de Sodoma, de Pier Paolo Pasolini.
Falleció en Roma en 1997.

## Obra
- Shakespeare e l'attore. Electa Editrice. Firenze. 1950.
- I coetanei, Turín, Einaudi, 1955 ("Testimonianze" 6)
- L'innocenza, Venecia, Sodalizio del libro, 1960 ("La sfera" 7)
- La mia eternità, Caltanissetta-Roma, S. Sciascia, 1962 ("Un coup de des" 2)
- Un coraggio splendente: romanzo, Milán, Sugar, 1964
- Il sole e il vampiro, Edizioni di Opera aperta (Città di Castello, Istituto poligrafico umbro), 1969 ("I testi" 1)
- Storia di una donna bella, Roma, La nuova sinistra - Edizioni Samonà e Savelli, 1970 ("Narrativa" 1)
- Dicevo di te, Pier Paolo, Roma, Carte segrete, 1977 ("Carte segrete di poesia" 3)
- Poesia stuprata dalla violenza, Roma, Carte segrete, 1978 ("Carte segrete di poesia" 6)
- L'eredità Contini Bonacossi: l'ambiguo rigore del vero, Milán, Mondadori, 1988
- Ho visto partire il tuo treno, Milán, Leonardo, 1992
- Una storia scabrosa, Milán, Baldini & Castoldi, 1997
- Corpus mysticum: poesie, Roma, Segni e (di)

## Filmografía
- Ninì Falpalà, de Amleto Palermi (1933)
- L'impiegata di papà, de Alessandro Blasetti (1933)
- T'amerò sempre, de Mario Camerini (1933)
- Teresa Confalonieri, de Guido Brignone (1934)
- La signora Paradiso, de Enrico Guazzoni (1934)
- Porto, de Amleto Palermi (1934)
- L'eredità dello zio buonanima, de Amleto Palermi (1934)
- Ma non è una cosa seria, de Mario Camerini (1936)
- La mazurka di papà, de Oreste Biancoli (1938)
- La sposa dei Re, de Duilio Coletti (1938)
- La voce senza volto, de Gennaro Righelli (1939)
- La grande luce, de Carlo Campogalliani (939)
- Due milioni per un sorriso, de Carlo Borghesio y Mario Soldati (1939)
- Il fornaretto di Venezia, de John Bard (1939)
- Capitan Fracassa, de Duilio Coletti (1940)
- La maschera di Cesare Borgia, de Duilio Coletti (1941)
- Tentazione, de Hans Hinrich y Aldo Frosi (1942)
- Fra Diavolo, de Luigi Zampa (1942)
- Sant'Elena, piccola isola, de Renato Simoni (1943)
- La locandiera, de Luigi Chiarini (1944)
- Il tiranno di Padova, de Max Neufeld (1946)
- Manù il contrabbandiere, de Lucio De Caro (1947)
- Ro.Go.Pa.G., episodio La ricotta, de Pier Paolo Pasolini (1963)
- Saló o los 120 días de Sodoma, de Pier Paolo Pasolini (1975)
- Poussière de diamant, de Fahdel Jaibi y Mahmoud Ben Mahmoud (1992
- Assolto per aver commesso il fatto, de Alberto Sordi (1992)

## Televisión
- RAI
- La febbre del fieno, con Isabella Riva, Stefano Sibaldi, Elsa De Giorgi y Alessandra Panaro; dirección de Guglielmo Morandi, 28 de julio de 1961

## Dirección teatral
- Sangue più Fango Uguale Logos Passione, de Elsa De Giorgi: con Elsa De Giorgi, Giulio Scarpati, Fernando Cajati, Anna Leonardi (1974)
- In principio era Marx, de Adele Cambria (texto publicado en Padua, Mastrogiacomo, 1978, "Teatro oggi"): primera representación, Roma, Teatro La Maddalena, 8 de abril de 1980[1]